# Bodendenkmal Böschung südlich des ehemaligen Bahnhofs Hüinghausen

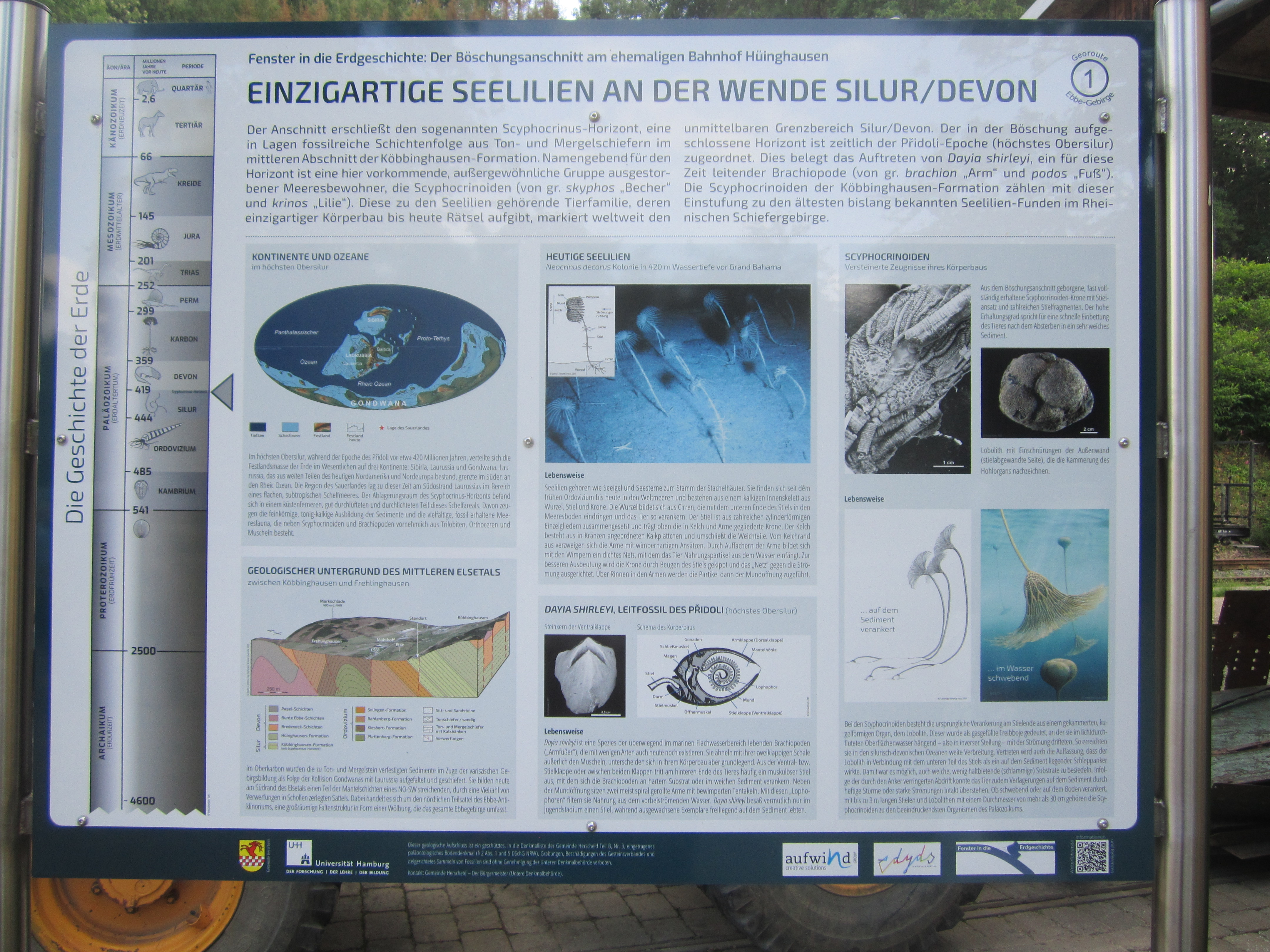
Infotafel am Bahnhof Hüinghausen

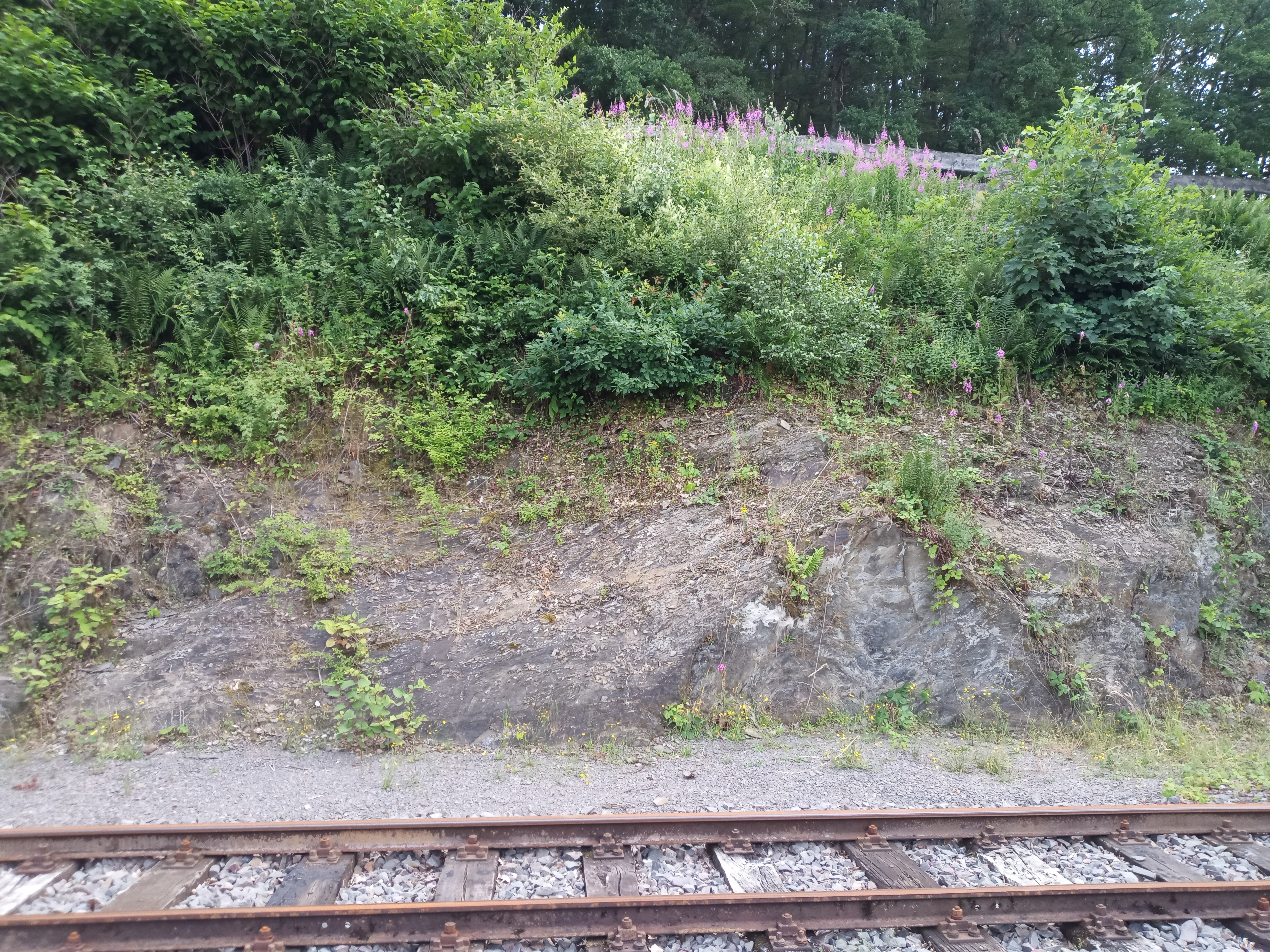
Böschung hinter Gleisen

Das Bodendenkmal Böschung südlich des ehemaligen Bahnhofs Hüinghausen  liegt am Bahnhof Hüinghausen in Herscheid, wo der Märkische Museums-Eisenbahn e. V. (MME) seinen Stützpunkt für eine 1000-mm-Museumsbahn mit Namen Sauerländer Kleinbahn an der 1969 stillgelegten Bahnstrecke Plettenberg–Herscheid betreibt. Das Bodendenkmal wurde am 27. Juli 2004 ausgewiesen. Im Oktober 2020 legte der Bauhof der Gemeinde Herscheid Gesteinsschichten aus dem Übergang zwischen Silur und Devon, also aus einer Zeit vor etwa 420 Millionen Jahren, über eine Länge von 150 Metern und eine Höhe von 3 Metern frei. Am Bahnhof stellte man eine Infotafel mit QR-Code zu weiteren Infos auf, wobei auf der Südseite der Infotafel Infos zur Sauerländer Kleinbahn stehen.
1938 fand man bei Untersuchungen Fossilien am Hang. Sie stammen aus der Pridoli-Epoche im Übergang zwischen Silur und Devon. Die Fossilien stammen aus einer Zeit, als das Gebiet Teil des flachen subtropischen Sauerländer Schelfmeers war. Im Gestein sind Fossilien von Scyphocrinoiden („Bojen-Seelilien“ oder auch „Becherlilien“), Brachiopoden, Orthoceren, Trilobiten und Muscheln vorhanden.